# 沃尔图拉拉-伊尔皮纳
沃尔图拉拉-伊尔皮纳（義大利語：Volturara Irpina），是意大利阿韦利诺省的一个市镇。总面积32平方公里，人口4121人，人口密度128.8人/平方公里（2009年）。ISTAT代码为064119。